# Антоновка (Солонянский район)
Анто́новка (укр. Антонівка) — село,
Василевский сельский совет,
Солонянский район,
Днепропетровская область,
Украина.
Код КОАТУУ — 1225081502. Население по переписи 2001 года составляло 66 человек .

## Географическое положение
Село Антоновка находится на берегу реки Сухая Сура, которая через в 4 км впадает в реку Мокрая Сура,
выше по течению примыкает село Василевка.
Река в этом месте пересыхает, на ней сделано несколько запруд.
Рядом проходит автомобильная дорога Н-08.

## История
- 1989 году в селе Антоновка  проживало примерно 510 человек.